# Uebe
Uebe è il quinto album in studio del rapper italiano Fred De Palma, pubblicato il 13 settembre 2019.
Il titolo dell'album "Uebe" è un termine inventato dallo stesso Fred de Palma che sostituisce "baby" dicendo in un'intervista a RTL 102.5 che esso "suona bene e non c'è un motivo preciso".

## Tracce
1. Fatti così (intro) – 2:04
2. Il tuo profumo (con Sofía Reyes) – 2:41
3. Bahamas (feat. Emis Killa) – 3:09
4. Una volta ancora (feat. Ana Mena) – 3:00
5. Mano x mano – 3:02
6. Uebe (feat. Boro Boro) – 3:22
7. Sincera – 3:31
8. Sku Sku (feat. Shade) – 2:33
9. D'estate non vale (feat. Ana Mena) – 2:36
10. Dio benedica il reggaeton (feat. Baby K) – 2:48
11. Non dirmi che ti manco (outro) – 1:48
12. Se iluminaba (feat. Ana Mena) – 3:00

## Classifiche

### Classifiche settimanali
| Classifica (2019) | Posizione massima |
| ----------------- | ----------------- |
| Italia            | 2                 |

### Classifiche di fine anno
| Classifica (2019) | Posizione |
| ----------------- | --------- |
| Italia            | 95        |
| Classifica (2020) | Posizione |
| Italia            | 36        |